# Черняк, Степан Иванович
Степан Иванович Черняк (бел. Сцяпан Іванавіч Чарняк; 4 [16] декабря 1899, дер. Черневичи — 21 июля 1976, Краснодар) — советский военачальник, генерал-майор (1944), Герой Советского Союза (7.04.1940).

## Биография
Родился 4 (16) декабря 1899 года в деревне Черневичи (ныне Борисовский район, Минская область, Беларусь) в крестьянской семье. Белорус.

### Первая мироваяиГражданская войны
В январе 1917 года Степан Черняк был призван в Русскую императорскую армию и служил рядовым запасного полка в Воронеже. С мая 1917 года был пулемётчиком 28-го пехотного полка 10-й пехотной дивизии на Юго-Западном фронте; в этой должности принимал участие в Первой мировой войне.
Сразу после Октябрьской революции в ноябре 1917 года перешёл на сторону Советской власти и покинул армию, став бойцом в красногвардейском отряде города Орша, вскоре стал командиром взвода в этом отряде. В Красной Армии — с марта 1918 года. Участник Гражданской войны в России. С марта 1918 года С. Черняк командовал взводом в 10-м Минском, с 1919 года — в 72-м стрелковом полку на Западном фронте против мятежников из корпуса Довбор-Мусницкого, германских интервентов, польских войск. 
В феврале 1920 года был направлен на учёбу в Москву. В 1920 году вступил в РКП(б).

### Межвоенное время
В феврале 1921 года окончил 1-е Московские пехотные командные курсы, сразу после их окончания Степан Черняк служил помощником командира роты при Высшем институте политсостава РККА (Петроградский Красноармейский институт) в Петрограде. Но уже в марте был переведён на должность начальника пулемётной команды 2-го стрелкового полка Башкирской отдельной кавалерийской бригады и в этой должности принимал участие в боевых действиях при подавлении антисоветских восстаний в Грузии, участвуя в боях под Тифлисом и Батумом. С мая 1922 года — на такой же должности в 25-м стрелковом полку 9-й Донской стрелковой дивизии Северо-Кавказский военный округ.
С октября 1922 года служил командиром взвода 1-й военно-железнодорожной школы комсостава в Петрограде, и в том же месяце опять направлен учиться. Окончил 8-ю Ленинградскую пехотную школу комсостава РККА в 1924 году. С сентября этого года служил командиром взвода, пулемётной роты, а затем стрелкового батальона 111-го стрелкового полка (37-я Новочеркасская стрелковая дивизия, Белорусский военный округ).
В 1930 году Черняк окончил Стрелково-тактические курсы усовершенствования комсостава РККА «Выстрел» имени Коминтерна, затем продолжал службу в том же полку. С апреля 1932 года служил инструктором-руководителем Учебного центра переподготовки комсостава Белорусского военного округа в Бобруйске, с июня 1934 года — командиром 26-го отдельного территориального батальона Московского военного округа (Мичуринск, Тамбовская область). С января 1935 года — помощник командира по строевой части 2-го стрелкового полка 1-й Московской Пролетарской стрелковой дивизии, в 1936 году стал исполняющим должность командира этого полка.
С 1936 по 1937 годы принимал участие в Гражданской войне в Испании в качестве советника командира 11-й дивизии республиканской армии.
С сентября 1938 года служил помощником командира 1-й Московской Пролетарской стрелковой дивизии. С августа 1939 года служил командиром 136-й стрелковой дивизии Московского ВО (Горький). В октябре дивизия перебазирована в район Пскова. 20.10-13.11.1939 входила в состав 8-й армии. 

### Советско-финская война
Будучи командиром этой дивизии, принимал активное участие в советско-финской войне. С 6 декабря 1939 года дивизия производила переброску на фронт. С 23 декабря 1939 года по 28 февраля 1940 года 136-я стрелковая дивизия (13-я армия, Северо-Западный фронт) прорвала «Линию Маннергейма» на участке Муола — Ильвес, нанеся противнику большой урон. За это дивизия была награждена орденом Ленина.
Указом Президиума Верховного Совета СССР от 7 апреля 1940 года «за образцовое выполнение боевых заданий командования на фронте борьбы с финской белогвардейщиной и проявленные при этом отвагу и геройство» комдиву Степану Ивановичу Черняку присвоено звание Героя Советского Союза с вручением ордена Ленина и медали «Золотая Звезда» (№ 126).
С апреля по ноябрь 1940 года командовал 3-м стрелковым корпусом (Закавказский военный округ). Затем его направили на учёбу. Окончил в мае 1941 года Курсы усовершенствования высшего начальствующего состава при Академии Генерального штаба РККА имени К. Е. Ворошилова и вновь принял командование тем же корпусом. 

### Великая Отечественная война
После начала Великой Отечественной войны в июле 1941 года корпус был развёрнут в 46-ю армию, которая была включена в состав Закавказского фронта и получила задачу по прикрытию границы с Турцией, а Черняк стал её командующим.
13 декабря 1941 года генерал Черняк был назначен помощником по пехоте командующего Черноморским флотом. А 20 декабря директивой командующего войсками Закавказского фронта был назначен исполняющим должность командующего Отдельной Приморской армией. 22 декабря 1941 года прибыл в Севастополь на лидере «Ташкент». Но сразу после прибытия в осаждённый Севастополь 22 декабря генерал Черняк, не сумев разобраться в обстановке и не имея резервов, стал готовить контрнаступление. Данные действия вызвали конфликт и с предыдущим командующим армией генералом И. Е. Петровым и с командующим Черноморским флотом Ф. С. Октябрьским. В результате уже 25 декабря его назначение на должность командующего было отменено, и С. И. Черняк стал заместителем командующего войсками Севастопольского оборонительного района. Через месяц он был отозван из Севастополя.
8 февраля 1942 года он получил новое назначение — командующим 44-й армией Крымского фронта. Однако армия не сумела прорвать оборону противника в нескольких наступательных операциях на Керченском полуострове в период с февраля по апрель 1942 года. В мае части Крымского фронта, в том числе и 44-я армия, подверглись разгрому в ходе операции «Охота на дроф» и их остатки были вывезены на Таманский полуостров.
29 мая 1942 года директивой Верховного Главнокомандующего И. В. Сталина Черняк был снят с должности командующего армией, а 4 июня 1942 года был понижен в воинском звании сразу на две ступени до полковника и был направлен в войска с целью «проверить на другой, менее сложной работе».
С 15 июня 1942 года командовал 306-й стрелковой дивизией, находившейся в 10-й резервной армии Ставки ВГК. В октябре 1942 года дивизия прибыла на Калининский фронт, но в бою в районе города Демидов 12 декабря 1942 года полковник Черняк был тяжело ранен.
С апреля 1943 года служил заместителем командира 5-го гвардейского стрелкового корпуса в 39-й армии Калининского фронта. С 9 июня по 24 августа 1943 года командовал 32-й стрелковой дивизией (3-я ударная армия, Калининский фронт). Командуя этой дивизией, принимал участие в Смоленской наступательной операции, но был снят с должности приказом командующего Калининским фронтом А. И. Ерёменко «за невыполнение приказа по прорыву оборонительного рубежа».
С 22 октября 1943 года по 20 января 1944 года командовал 162-й стрелковой дивизией (19-й стрелковый корпус, 65-я армия, Белорусский фронт), которая под его командованием успешно участвовала в Гомельско-Речицкой и Калинковичско-Мозырской операциях. И командующий армией П. И. Батов и командующий фронтом К. К. Рокоссовский высоко оценили его действия в этих операциях, представив и саму дивизию и её командира к награждению орденами Красного Знамени (для С. И. Черняка эта награда стала первым награждением за всю Великую Отечественную войну), а также представив полковника Черняка к присвоению очередного воинского звания генерал-майор (из-за длительного прохождения документов звание было присвоено ему только в начале июня 1944 года). В январе 1944 года С. И. Черняк был вторично тяжело ранен.
В марте 1944 года был назначен на должность командира 41-й стрелковой дивизии (69-я армия, 1-й Белорусский фронт), во главе которой принимал участие в Люблин-Брестской, Висло-Одерской, Берлинской наступательных операциях. За отличия в боях он был награждён несколькими советскими и польскими боевыми орденами.

### Послевоенная биография
В июне 1945 года дивизия была расформирована, а в июле С. И. Черняк назначен начальником Управления боевой и физической подготовки Группы советских оккупационных войск в Германии. В августе 1947 года назначен на должность военного комиссара Калининской области, а в январе 1954 года — на должность военного комиссара Краснодарского края. В апреле 1958 года генерал-майор С. И. Черняк уволен в запас.
Жил в Краснодаре, где и умер 21 июля 1976 года. Похоронен на Славянском кладбище.

## Воинские звания
- Майор (22 декабря 1935)
- Полковник (22 февраля 1938)
- Комбриг (4 ноября 1939)
- Комдив (1 апреля 1940)
- Генерал-лейтенант (4 июня 1940)
- Полковник (4 июня 1942)
- Генерал-майор (3 июня 1944)

## Награды
- Медаль «Золотая Звезда» Героя Советского Союза (07.04.1940);
- три ордена Ленина (02.03.1938; 07.04.1940; 21.02.1945);
- три ордена Красного Знамени (05.01.1944; 03.11.1944; 15.11.1950);
- два ордена Суворова 2-й степени (23.08.1944; 29.05.1945);
- орден Кутузова 2-й степени (06.04.1945);
- медаль «За оборону Севастополя»;
- медаль «За взятие Берлина»;
- медаль «За освобождение Варшавы»;
- ряд других медалей;

Иностранные награды
- орден «Крест Грюнвальда» 3-й степени (ПНР, 24.04.1946)[5];
- крест Храбрых (ПНР, 19.12.1968);
- Медаль «За Варшаву 1939—1945» (ПНР, 27.04.1946);
- Медаль За Одру, Нису и Балтику (ПНР, 27.04.1946).

## Память
- В родной деревне Черневичи на административном здании установлена мемориальная доска.
- В городе Борисове Минской области именем С. И. Черняка названа улица в микрорайоне Север-2.